# Nonnus nigriceps
Nonnus nigriceps är en stekelart som först beskrevs av Szepligeti 1916.  Nonnus nigriceps ingår i släktet Nonnus och familjen brokparasitsteklar. Inga underarter finns listade i Catalogue of Life.